# علاج بديل بالأندروجين
علاج بديل بالأندروجين (بالإنجليزية: Androgen replacement therapy)‏ وغالباً ما يشير إلي العلاج باستخدام التستوستيرون كبديل وهو فصل من فصول العلاج باستخدام الهرمونات البديلة، حيث يتم استبدال الاندروجين وغالبا التستوستيرون. ويستخدم ليعاكس تأثير قصور الغدد التناسلية عند الرجل. وغالبا ما يؤخذ في صورة حقن، أو كريم، أو جل «مادة هلامية»، أو لاصقة جلدية، أو أقراص تحت الجلد.
كما يوصف للحد من تأثير الشيخوخة العادية عند الرجال، ولكن هذا الأمر محل جدال، فهذا الأمر هو موشع تحارب سريرية عديدة. قد تلاحظ تغيرات في الرجال عند بلوغهم منتصف العمر وتكون ناجمة عن النقص النسبي في التستوستيرون ومنها:عدد أقل في مرات الانتصاب، التعب، وانخفاض في كتلة العضلات وزيادة في نسبة الدهون، ويصبح الجلد رقيقيا، ولذلك يسعى كثير من الرجال في منتصف العمر لاستخدام الاندروجين البديل.

## الاستخدامات الطبية
يستخدم الاندروجين البديل لعلاج قصور الغدد التناسلية وأعراضها من فقر الدم والتعب.
وبالإضافة إلي ذلك، أجريت العديد من الأبحاث للنظر في الأدوار العلاجية الممكنة نظرا لتأثير التستوستيرون ومنها:
- ضعف الانتصاب
- هشاشة العظام[5]
- داء السكري [6][7]
- قصور القلب المزمن[8]
- الخرف، ولكن الأدلة غير واضحة ويجب توضيح الفائدة[9]
- العلاج بالهرمونات البديلة للمتحولين جنسيا

## داء السكر والتستوستيرون
ترتبط مخاطر الإصابة بمرض السكري بنقص هرمون التستوستيرون في الرجال الذين يزداد أعمارهم عن 40 عاما (قصور في الغدد التناسلية وخصوص قصور في هرمون التستوستيرون)، وقد أظهر العلاج بالاندروجين البديل تحسنا في نسبة جلوكوز الدم، ومع ذلك فمن الحكمة عدم استخدام هرمون التستوستيرون فقط في الرجال الذين يعانون من داء السكري لتحسين الحالة الأيضية فقط، إذا لم تظهر لديهم أعراض قصور في الغدد التناسلية.

## الأعراض الجانبية
نشرت إدارة الغذاء والدواء في عام 2015، بأنه لم يتم التأكد من فائدة وسلامة استخدام التستوستيرون في حالات نقص الهرمون بسبب الشيخوخة، وأكدت إدارة الغذاء والدواء أهمية التصريح بخطورة التعرض للأزمات القلبية والسكتات الدماغية بصورة أكبر عن استخدام التستوستيرون.

### أمراض القلب
في 31 يناير 2014، أدت التقارير عن السكتات الدماغية، والنوبات القلبية، والوفيات في الرجال الذين يستخدمون التستوستيرون إلي تصريح إدارة الغذاء والأدوية بأنه سيتم التحقق من هذه المسألة. ونتيجة لذلك قامت بثلاث دراسات حول زيادة خطورة أمراض القلب والوفاة، وتوقفت المحاولات العشوائية مبكرا ببسبب زيادة معدلات الأمراض القلبية مقارنة بالمجموعة الوهمية، أيضا في نوفمبر 2013، صرحت دراسة بزيادة معدلات الأزمات القلبية والوفيات في الرجال كبار السن. حتي بعد نشر التصحيح طلبت «مجموعة دراسة الاندروجين» وهي مجموعة تضم عدد من الأعضاء الذين لديهم علاقة بشركات الأدوية وسوق هرمرن التستوستيرون، من جاما(JAMA) التراجع عن النشر باعتباره مادة وهمية مضللة بسبب أخطاء كثيرة. وقد أثيرت مخاوف كثيرة علي أن التستوستيررن يتم تسويقه علي نطاق واسع قبل التجارب العشوائية الكبيرة ذات الشواهد. وكنتيجة لاحتمالية الآثار السلبية الجانبية علي القلب والأوعية الدموية، أعلنت إدارة الأغذية والعقاقير في سبتمر 2014 بأنه سيتم مراجعة سلامة استخدام التستوستيرون كبديل في العلاج.

#### أخرى
ومن الأثار السلبية الأخرى لاستخدام التستوستيرون، تسارع نمو سرطان البروستاتا الموجود سابقا في الاشخاص الذين تعرضوا لنقص في الأتدروجين، وزيادة هيماتوكريت،والذي يتطلب بزل وريدي، وتفاقم توقف النفس أثناء النمو. ومن الآثار الجانبية البسيطة، حب الشباب، البشرة الدهنية، وأيضا تساقط الشعر بصورة ملحوظة، أو ترقق الشعر، والتي يمكن منعها باستخدام مثبطات اختزال 5-ألفا والتي تستخدم لعلاج تضخم البروستاتا الحميد مثل فيناسترايد. وقد يسبب التستوستيرون الخارجي أيضا قمع الحيوانات المنوية مما يؤدي إلي العقم في بعض الحالات .ومن المقترح أن يبحث الطبيب عن سرطان البروستاتا قبل العلاج وذلك عن طريق فحص المستقيم وقياس قيمة مستضد البروستاتا المحدد(PSA) ومراقبة قيمته أثناء العلاج.
تقول بعد الدراسات ان استخدام التستوستيرون كعلاج يزيد من معدلات الإصابة بسرطان البروستاتا، ولكن النتائج ليست قاطعة.

## المجتمع والثقافة

### التنظيم
اعتبارا من سبتمبر 2014، أكدت إدارة الدواء والغذاء علي مراجعة استخدام التستوستيرون كبديل للتأكد من سلامته وأمانه بسبب احتمالية الآثار الجانبية السلبية علي القلب والأوعية الدموية.

#### الاستخدام
ازداد العلاج باستخدام الأندروجين البديل بصورة كبيرة. وأظهرت دراسة في الولايات المتحدة في عام 2013، تضاعف استخدام الوصفات الطبية لاستبدال التستوستيرون وبالأخص المنتجات عبر الجلد وذلك في 2001-2010 ووصفته بأنه وباء. وقد تزايد استخدام التستوستيرون في الولايات المتحدة بنسبة 170% منذ عام 2007 و ازداد بنسبة 500% منذ عام 1993.

##### الأشكال
هناك العديد من الأندروجين الصناعي، والكثير منها عبارة عن تلاغب في هرمون التستوستيرون المشار إليها بالمنشطات الابتنائية الاندروجينية، وله العديد من الأشكال ومنها الأقراص، أو اللصوق الجلدي، أو كريم، أو هلام، أو حقن في العضلات والدهون.   